# كاميلا سيلفا
كاميلا سيلفا (بالإسبانية: Camila Silva Espinoza)‏ مواليد 30 أكتوبر 1992 في فالبارايسو، هي لاعبة كرة مضرب تشيلية. أعلى تصنيف لها في الفردي كان 410. أعلى تصنيف لها في الزوجي كان 422.

## النهائيات

### الفردي (6–3)
| الحصيلة | الرقم | التاريخ        | الدورة                          | الأرضية | المنافس                     | النتيجة            |
| ------- | ----- | -------------- | ------------------------------- | ------- | --------------------------- | ------------------ |
| الفوز   | 1.    | 2 أغسطس 2010   | سانتا كروز دي لا سييرا، بوليفيا | ترابية  | ماريا فرناندا ألفاريز تيران | 6–1, 4–6, 6–1      |
| الفوز   | 2.    | 30 أغسطس 2010  | سانتا في، الأرجنتين             | ترابية  | فانسا فرلانتو               | 1–6, 6–3, 7–6(9–7) |
| الفوز   | 3.    | 8 نوفمبر 2010  | تانديل، الأرجنتين               | ترابية  | باربرا راش                  | 6–7(5–7), 6–3, 6–2 |
| الفوز   | 4.    | 22 نوفمبر 2010 | كونثبثيون، تشيلي                | ترابية  | جوسان فان بنكوم             | 6–4, 6–2           |
| الوصافة | 1.    | 6 ديسمبر 2010  | تالكا، تشيلي                    | ترابية  | فيرونيكا سبيد رويج          | 6–7(2–7), 6–3, 3–6 |
| الفوز   | 5.    | 30 يوليو 2012  | سانتا كروز دي لا سييرا، بوليفيا | ترابية  | سيسيليا كوستا ميلغار        | 6–4, 6–7(1–7), 6–3 |
| الوصافة | 2.    | 17 سبتمبر 2012 | فيلا ألند، الأرجنتين            | ترابية  | كاتالينا بيلا               | 6–3, 5–7, 6–7(4–7) |
| الفوز   | 6.    | 29 أكتوبر 2012 | كايلوتا، تشيلي                  | ترابية  | سيسيليا كوستا ميلغار        | 7–5, 4–6, 6–1      |
| الوصافة | 3.    | 6 مايو 2013    | فيلا ماريا، الأرجنتين           | ترابية  | مونتسيرات غونزاليس          | 3–6, 6–4, 3–6      |

## روابط خارجية
- كاميلا سيلفا على موقع رابطة محترفات التنس (الإنجليزية)
- كاميلا سيلفا على موقع الاتحاد الدولي لكرة المضرب (الإنجليزية)
- كاميلا سيلفا على موقع كأس بيلي جين كينغ (الإنجليزية)
- كاميلا سيلفا على موقع خلاصة التنس.كوم (الإنجليزية)
- كاميلا سيلفا على موقع إي إس بي إن.كوم (الإنجليزية)